# آدم بيرجيندال
آدم بيرجيندال هو لاعب هوكي الجليد سويدي، ولد في 25 يونيو 1994 في سوندسفال في السويد.

## وصلات خارجية
- آدم بيرجيندال على موقع EliteProspects.com (الإنجليزية)